# Mecopisthes crassirostris
Mecopisthes crassirostris är en spindelart som först beskrevs av Simon 1884.  Mecopisthes crassirostris ingår i släktet Mecopisthes och familjen täckvävarspindlar.
Artens utbredningsområde är Frankrike. Inga underarter finns listade i Catalogue of Life.